# Армия Тамерлана

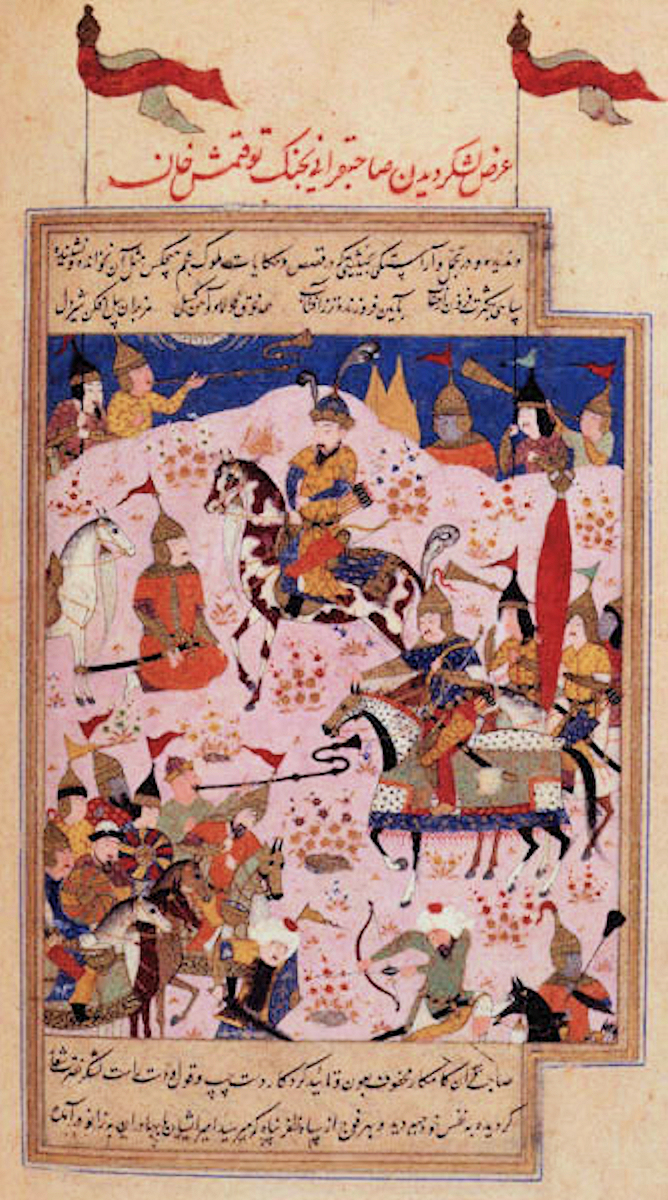
Тамерлан и его воины. Миниатюра

Армия Тамерлана была наиболее боеспособной и совершенной военной силой Среднеазиатского региона конца XIV — начала XV века. Опираясь на богатый опыт своих предшественников, Тамерлан сумел создать мощную и боеспособную армию, позволившую ему одерживать блестящие победы на полях сражений над своими противниками. Эта армия была многонациональным и многоконфессиональным объединением, ядром которого являлись тюрко-монгольские воины-кочевники. В произведении тимуридского поэта Алишера Навои для обозначения армии или войска используется термин сипаҳ (ср. сипахи). 

## Структура
Армия Тамерлана подразделялась на конницу и пехоту. Основу конницы составляли тюрко-монгольские конные лучники. Конными были и тяжеловооружённые воины, составлявшие воинскую элиту, а также отряды телохранителей Тамерлана. Роль пехоты резко возросла на рубеже XIV—XV вв. В частности, пехота была незаменима при осадах укреплений противника, несмотря на то, что большей частью играла вспомогательную роль. Несмотря на это, в армии Тамерлана имелись и отряды тяжеловооружённой пехоты. В городах формировались отряды ополчения, называвшиеся сардабар. Они были ненадёжны, в их среде постоянно существовала угроза бунтов и мятежей. Отряды городского ополчения обороняли города во время осад, а также участвовали в походах армии Тамерлана против соседей.
Во время походов Тамерлан активно использовал боевых слонов. Численность каждого экипажа-башенки, располагавшейся на спине животного, была от 4 до 6 воинов, не считая погонщика, сидевшего отдельно.
В армии Тамерлана имелись отряды понтонёров, инженеров, метателей «греческого огня» и рабочих, необходимых во время осад. В своей армии Тамерлан сформировал также особые подразделения пехоты, специализировавшиеся на ведении боевых действий в горных условиях. Общая численность армии колебалась и была непостоянной. Сам Тамерлан утверждал, что в поход против Золотой Орды он сумел собрать огромное войско. Согласно надписи 1391 года численность этих войск отмечалась в 300 000 человек. По мнению некоторых современных учёных, такая численность армии Тимура является пропагандистским преувеличением.
В своей империи Тамерлан сформировал особую систему ленных наделов, во многом сходную с существовавшей системой тимаров в Османской империи. Джагатайским племенным вождям Тамерлан отдавал в условное владение участки земли с работавшими на них крестьянами, называвшиеся суюргалами. Владелец суюргала был полновластным хозяином своих земель, однако на первых порах не мог передавать имение по наследству. В обмен на земельные владения владельцы обязаны были нести военную службу, прибывая на войну с отрядом определённого количества воинов. Воинам регулярно выплачивалось жалование, ветеранам платили пенсии.

## Организация

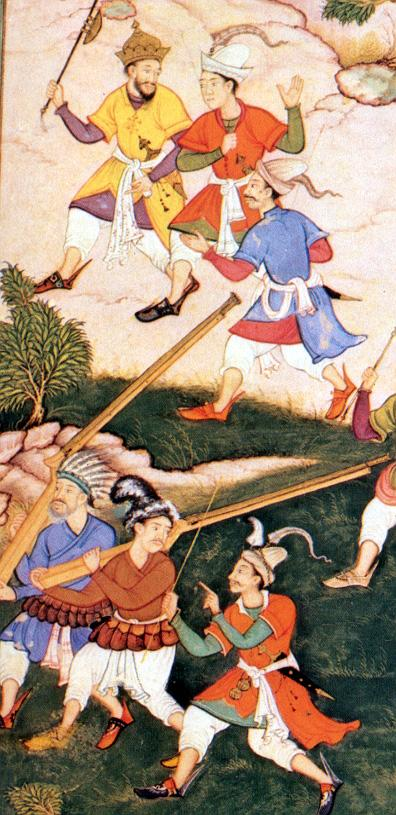
Воины Бабура

В основу организации армии легла десятичная система, во многом аналогичная десятичной организации армии Чингисхана. Войско делилось на следующие подразделения
- десятки — унлик. Командир назывался он-баши.
- сотни — юзлик. Командир назывался юз-баши.
- тысячи (хазары, минг[1]) — минглик. Командир назывался минг-баши
- десятки тысяч (тумэны, лашкар[1]). Общее название высших военачальников в тимуридскую эпоху было сипаҳдор[1]

Тюркские названия подразделений частично вытеснили монгольские. Организация армии Тамерлана претерпела некоторые изменения по сравнению с армиями предшественников. Так, появились подразделения численностью 50 — 1000 человек, называвшиеся кошунами, а также более крупные подразделения — кулы, численность которых также была непостоянной. Союзники также выставляли вспомогательные отряды, называвшиеся хашарами. Вся армия разделялась на несколько корпусов (фаудж). Так, в битве на реке Кондурче армия Тамерлана состояла из 7 корпусов, причём 2 из них находились в резерве и были готовы по приказу главнокомандующего поддержать центр или фланг. Авангард войска (узб. ҳировул) мог состоять из нескольких тысяч солдат. В войске также имелся левый (жувонғор, джавангар) и правый (барангар) фланг. Разведку обеспечивали караулы. Имелся и своеобразный "спецназ" из йигитов.
Каждое крупное подразделение имело собственное вооружение, сёдла, колчаны, поясные ремни и прочие знаки различия, выкрашенные в особый цвет. Алишер Навои перечисляет жёлтый (сариғ), чёрный (қаро), белый (оқ), зелёный (яшил), красный (қизил) и даже фиалковый (бинафш) цвета знамён (алам) и подразделений. Три знамени образовывали один фланг. Под началом одного знамени могло собраться ополчение трёх городов. 
Некоторые высшие командиры назывались сардары. Остальные начальники назывались эмирами, должность которых имела 12 ступеней. Каждый начальник имел помощника, готового заместить его в случае надобности. Должности десятников, сотников и тысячников были выборными, однако утверждались вышестоящими начальниками. Тысячниками, как правило, назначали сыновей эмиров или представителей знати. Высшие командные посты в армии принадлежали родственникам и ближайшим сподвижникам Тамерлана. В армии поддерживалась железная дисциплина, базировавшаяся на наказаниях (в частности, одним из дисциплинарных наказаний было лишение провинившегося одной десятой жалования) и поощрениях (похвалы, прибавки к жалованию, подарки, звания)

## Вооружение
Вооружение армии Тамерлана было во многом стандартизировано. Основным оружием лёгкой конницы, как и пехоты, был лук. Лёгкие кавалеристы пользовались также саблями (қилич) и топорами. Защитой простому воину служил кожаный тулуп. По распоряжениям Тамерлана в походном наборе лёгкого кавалериста должны были также быть пила, шило, игла, верёвки, топор, 10 наконечников для стрел, мешок, турсук (кожаный мешок, использовавшийся для перевозки запасной воды). Всадник обязан был иметь 2 лошади (хинг). Тяжеловооружённые всадники были облачены в панцири (наиболее распространённым доспехом была кольчуга, зачастую укреплённая металлическими пластинами, а также ламинарный доспех и куяк), защищены шлемами и сражались саблями или мечами (помимо луков и стрел, которые были распространены повсеместно). Защитой конечностей служили простые наголенники и наручи, позже ставшие пластинчатыми. Воины тяжёлой конницы защищали доспехами и своих коней. Тяжеловооружённый конник также обязан был иметь 2 лошади. Воины-телохранители Тамерлана сражались палицами, секирами, саблями, их кони были покрыты тигровыми шкурами. Воины, как правило, носили саблю на одном боку и короткий меч — на другом. Во время походов каждый воин обязан был иметь в колчане определённое количество стрел. Так, в походе против Золотой Орды каждый воин обязан был иметь в колчане 30 стрел. Помимо этого, Тамерлан перед походом на золотоордынского хана предписал каждому воину иметь копьё, булаву, обтянутый кожей щит (қалқон), кинжал. Сотник должен был иметь 10 лошадей, собственную кибитку, меч, лук со стрелами, палицу, булаву, кольчугу и латы.
Простые пехотинцы были вооружены луками и мечами, воины тяжёлой пехоты сражались саблями, топорами и булавами и были защищены панцирями, шлемами и щитами. Во время осады городов активно использовали арбалеты.
Некоторую загадку представляет использование армией Тимуридов огнестрельного оружия. В войске Тамерлана с 1392 года фиксируются «громометатели» (раъд андозон), под которыми обычно понимают пушкарей. Однако неизвестно происхождение этого оружия, равно как нет сведений о его широком и решающем применении вплоть до времён Бабура.

## Одежда
Одежда воинов Тимуридов эволюционировала от монгольской к мусульманской. В качестве головных уборов использовались тюрбаны и колпаки, на теле носили халаты-кафтаны, на ногах сапоги.

## Стратегия и тактика
Благодаря железной дисциплине и превосходной подготовке армия Тамерлана искусно и в точности выполняла приказы своего командира. Благодаря этому он сумел одержать победу над войсками золотоордынского хана Тохтамыша, не поддавшись на традиционную монгольскую тактику заманивания противника в степи и избежав засад. Тимур великолепно разбирался в политической системе региона, где ему приходилось вести боевые действия, и умело пользовался услугами многочисленных шпионов. Детальное внимание уделялось изучению стратегии и тактики противника.
Во время сражения согласно теоретическим установкам Тимура войско разделялось на 3 большие линии, в каждой из которых было по 3 эшелона. Таким образом, войска на поле боя имело построение глубиной в 9 эшелонов, причём они не были равными по численности. Значительные силы удерживались в резерве, чтобы в нужный момент укрепить центр или фланг. Сражение начинали легковооружённые метатели на аванпостах, затем в бой вступал авангард. Крылья боевого порядка имели свои авангарды, которые вступали в бой в том случае, если было необходимо поддержать главный авангард. Если и этих сил было недостаточно, то в бой вступали левая половина правого крыла и правая половина левого, если же их помощь также была недостаточной, то Тимур вводил в бой оставшиеся части обоих крыльев. При необходимости вслед за ними Тимур вводил в бой резерв, которым командовал сам.
Линии вводились в бой постепенно, затем, когда противник был значительно измотан, в бой вступали главные силы резерва, состоявшие из отборных войск. Наиболее слабой была передняя линия. Во время битвы Тамерлан вначале вводил подкрепления с середины крыльев, сберегая фланги и резерв, чтобы сохранить возможность окружения противника даже при прорыве центра своей армии и последующего удара свежими силами резерва. Подобная тактика обеспечивала Тамерлану неизменный успех в борьбе со своими противниками.